# McDonough (Georgia)
McDonough è una città degli Stati Uniti d'America, situata nella contea di Henry nello Stato della Georgia.